# Bertha "Chippie" Hill
Bertha "Chippie" Hill (South Carolina, 15 maart 1905 - Harlem, New York, 7 mei 1950) was een Amerikaanse blues- en vaudevillezangeres en danseres. Ze maakte een tiental opnames waar Louis Armstrong op kornet meespeelt.
Ze komt uit een gezin met zestien kinderen. In 1915 verhuisde de familie naar New York, waar Bertha in 1916 als danseres ging werken. Ze werkte als danseres met Ethel Waters (1919). In een bekende nachtclub kreeg ze haar bijnaam "Chippie" omdat ze zo jong was. Ze toerde met de Rabbit Foot Minstrels, een rondtrekkende vaudeville-show in een tent. Begin jaren twintig begon ze haar solo zang- en dansact in het T.O.B.A.-circuit in het zuiden van Amerika.
In 1925 vestigde ze zich in Chicago en werkte in verschillende gelegenheden in de stad. In de jaren erna maakte ze met enige regelmaat plaatopnames, 23 in totaal. In 1925 en 1926 werd ze voor opnames voor Okeh begeleid door trompettist Louis Armstrong op kornet. In 1927 zong ze in de platenstudio duetten met Lonnie Johnson. In de jaren dertig hield Bertha Hill zich vooral bezig met de opvoeding van haar kinderen, hoewel ze nog wel af en toe zong, onder meer met Jimmie Noone.
Ze maakte in 1946, toen ze in een bakkerij werkte, een comeback met optredens in de radio-show van Rudi Blesh en opnames voor diens platenlabel Circle (negen opnames). Ze trad daarna onder meer op in de Village Vanguard, in Carnegie Hall (in 1948, met Kid Ory) en op het jazzfestival van Parijs. In Chicago werkte ze met Art Hodes. Bertha Hill was weer in vorm, toen ze in 1950 door een auto werd overreden.

## Discografie
- Sings the Blues (Circle-opnames 1946), Riverside, lp
- Complete Works, volume 1 (1925-1929), Document, cd, 1997

- Bibliothèque nationale de France: cb13997105p (data)
- Gemeinsame Normdatei: 1116968282
- International Standard Name Identifier: 0000 0001 0999 1427
- Library of Congress Control Number: n90708907
- MusicBrainz: 9a0bc465-9174-432d-a85d-54c8dec8a93c
- Nationale Bibliotheek van Israël: 987007407851605171
- Istituto Centrale per il Catalogo Unico: DDSV004117
- Virtual International Authority File: 94114550
- WorldCat: E39PBJrRgVMG3ywVdhV9cr9hpP